# Psettodes erumei
Psettodes erumei är en fiskart som först beskrevs av Bloch och Schneider, 1801.  Psettodes erumei ingår i släktet Psettodes och familjen Psettodidae. Inga underarter finns listade i Catalogue of Life.